# Microclima
Con microclima, in climatologia, si riferisce al clima di una zona geografica locale in cui i parametri atmosferici  medi differiscono in modo caratteristico e significativo da quelli delle zone circostanti a causa di peculiarità topografiche, orografiche, geomorfologiche e ambientali. I microclimi locali sono quindi alla base di differenze meteo-atmosferiche che si registrano localmente su un'ampia fetta di territorio. Il termine può anche riferirsi al complesso delle condizioni climatiche esistenti nella vicinanza del suolo rispetto alla vegetazione più alta. Il concetto rientra dunque nell'ambito della variabilità climatica spaziale.

## Descrizione

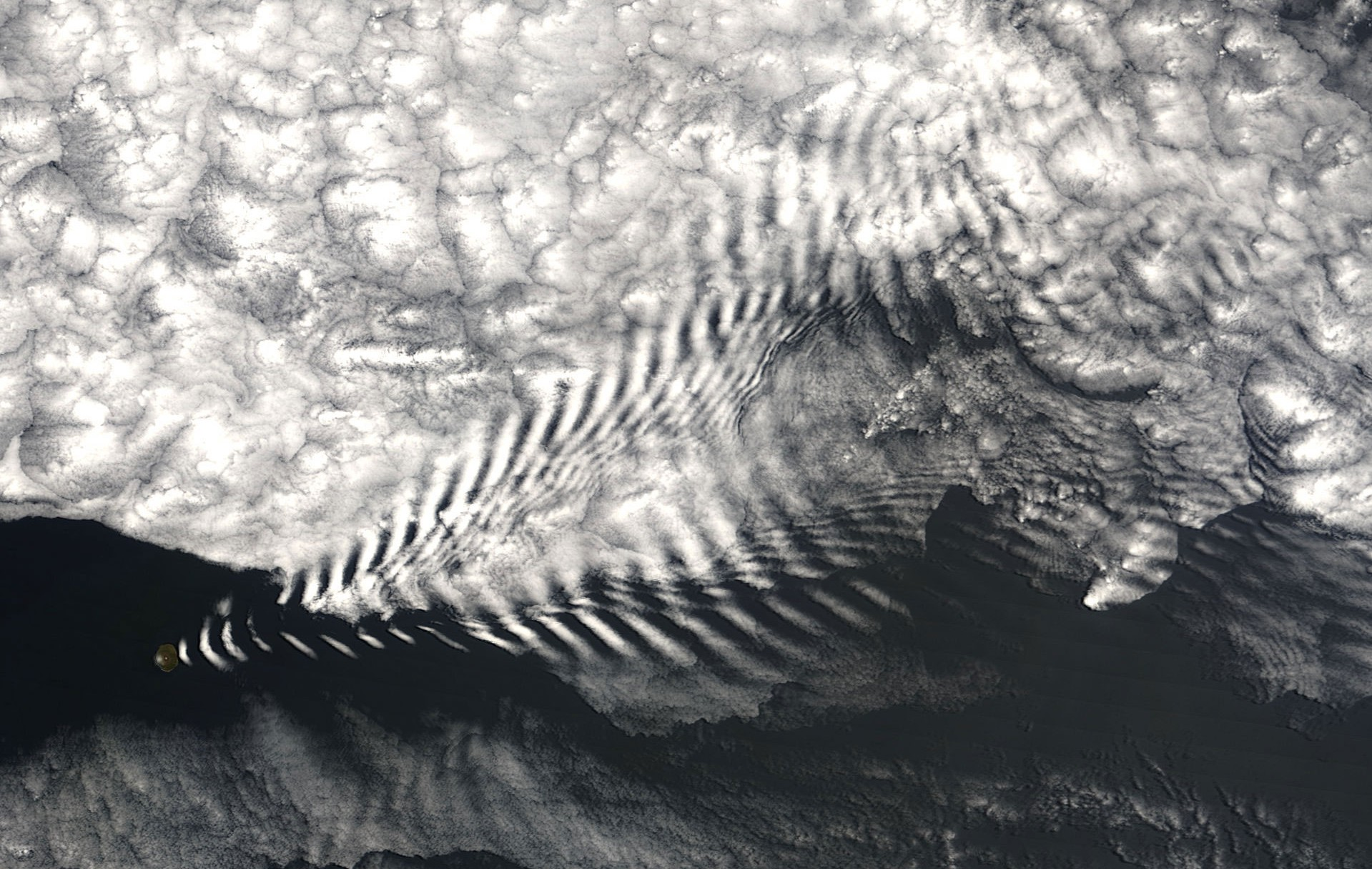
Sollevamento orografico, fenomeno microclimatico

Si possono avere microclimi, ad esempio, nei pressi di bacini d'acqua (che raffreddano o mitigano l'atmosfera circostante) o nelle città (in cui l'asfalto, il cemento e i mattoni catturano l'energia solare causando l'effetto isola di calore), in conseguenza di diverse conformazioni geomorfologiche del terreno (dolina, valle, pendio), per maggiore o minore presenza di vegetazione (suolo nudo, suolo coperto da erba e/o foresta), esposizione o meno a correnti aeree (venti) e al flusso di perturbazioni (es. stau), esposizione o meno alla radiazione solare (versanti a solatio e a bacìo della stessa valle o della stessa montagna o collina).

Schema di circolazione della brezza di mare, fenomeno microclimatico

Gli effetti dei microclimi tuttavia non si fanno sentire sempre, ma soprattutto in determinate condizioni atmosferiche mentre in altre le differenze sono spesso del tutto appianate (es. forte vento) a parità di altri fattori geografici come altitudine e latitudine. Con lo stesso termine in materia di salute e sicurezza si usa definire il complesso dei parametri climatici dell'ambiente locale (ma non necessariamente confinato) che determina gli scambi termici fra l'ambiente stesso e gli individui che vi operano. 
Si distinguono:
- Ambienti moderati con condizioni non troppo distanti dalle condizioni ideali per l'organismo umano in cui il sistema di termoregolazione risulta in grado di operare i necessari aggiustamenti per assicurare condizioni di omotermia.
- Ambienti severi caldi e ambienti severi freddi nei quali specifiche ed ineludibili esigenze produttive determinano la presenza di alte o basse temperature in cui è necessario prevedere dei tempi massimi di esposizione o fornire ai lavoratori degli opportuni dispositivi di protezione individuale.

Gli effetti del microclima locale si ripercuotono spesso sull'ecosistema presente conferendovi anche in questo caso caratteristiche  spesso uniche.